# Tiburcio Arce
Tiburcio Arce fue un político peruano. 
Fue miembro del Congreso Constituyente de 1822 por el departamento de Huaylas. Dicho congreso constituyente fue el que elaboró la primera constitución política del país.